# ザゴリェ・オプ・サヴィ
ザゴリェ・オプ・サヴィ(Zagorje ob Savi)は、 スロベニアの町であり、地方行政区画としての市でもある。